# Ogbonnia Okoronkwo
Ogbonnia Okoronkwo (Gainesville, 24 aprile 1995) è un giocatore di football americano statunitense che milita nei ruoli di linebacker e defensive end per i Cleveland Browns della National Football League (NFL).

## Carriera

### Los Angeles Rams
Okoronkwo fu scelto dai Los Angeles Rams nel corso del quinto giro (160º assoluto) del Draft NFL 2018. A inizio stagione fu inserito in lista infortunati a causa di un'operiazione chirurgica subita al piede nel mese di maggio. Tornò nel roster attivo il 5 novembre 2018.
Il 20 ottobre 2020, Okoronkwo fu inserito in lista infortunati a causa di un problema a un gomito. Tornò nel roster attivo il 5 dicembre 2020.
Il 2 settembre 2021, Okoronkwo fu inserito in lista infortunati, tornando nel roster attivo il 2 ottobre. Il 13 febbraio 2022 scese in campo da subentrato nel Super Bowl LVI dove i Rams batterono i Cincinnati Bengals 23-20.

### Houston Texans
Conclusasi l'esperienza con i Rams, il 23 marzo 2022 sigló un accordo annuale con gli Houston Texans.

### Cleveland Browns
Il 13 marzo 2023 Okoronkwo firmó con i Cleveland Browns.

## Palmarès
- Super Bowl : 1

Los Angeles Rams: LVI
- National Football Conference Championship: 1

Los Angeles Rams: 2021